# Gaziantep
Gaziantep kojega njegovi stanovnici zovu samo – Antep, grad je u jugoistočnoj 
Turskoj, administrativno središte pokrajine Gaziantep, u regiji Jugoistočna Anatolija. Pripada među deset najvećih gradova u Turskoj.
Gaziantep je smješten na strateški izuzetno važnom položaju, u neposrednoj blizini drevnih trgovačkih putova. 

## Povijest
Nedavna arheološka istraživanja kad su otkriveni ulomci keramike iz početka 4. tisućljeća pr. Kr. ukazuju na to, da on jedan od najstarijih gradova na svijetu.
Tijekom srednjega vijeka grad je bio poznat pod imenom – Hamtap, važna 
utvrda na putu za Siriju. Turci Seldžuci zauzeli su Hamtap 1183. godine.
Nakon njih grad je često prelazio u ruke različitih gospodara. Tako su se izmjenjivale 
turkmenske i arapske dinastije. Grad su zauzeli Mongoli i Timur dok konačno početkom 16. stoljeća nisu zavladali Osmanlije i uključili ga u svoje carstvo.
Osmanlije su mu promijenili ime u Ajintab (arapski: Aynṭāb: Dobar ivor) i vladali njime sve do kraja Prvog svjetskog rata kada su ga 1919. okupirale britanskih okupacijskih snaga. Nakon njih grad je bio dio francuske okupacijske zone sve do 1921. Upravo u tom razdoblju, Gaziantep je postao središte turskih nacionalista i otpora europskim okupacijskim snagama. Upravo zbog toga je prvi predsjednik Turske republike Kemal Atatürk preimenovao grad u novo ime – Gaziantep jer gazi na turskom znači prvak islama, nakon što je grad vraćen pod tursku upravu 1922.
Gaziantep je industrijsko središte toga dijela Turske (tepisi, prehrambena industrija). Okolica je bogat poljoprivredni kraj, poznatog po vinima, halvama, baklavama, pekmezima, pistaciji, anisu, duhanu i stočarstvu. Međunarodna zračna luka Gaziantep Oğuzeli (IATA: GZT, ICAO: LTAJ), izgrađena je 1976. oko 20 km od središta grada.
Gaziantep je grad orijentalnog šarma, pun lijepo građenih kamenih kuća, bezistana i dobro popločenih (kaldrma. Okolica je puna bujnih vrtova, vinograda i maslinika.
Najimpresivniji povijesni spomenik Gaziantepa, su ostatci tvrđave na brdu iznad grada, koju je sagradio bizantski car Justinijan I. (vladao 527. – 565.). U gradu ima velik broj džamija izgrađenih od 11. do 16. stoljeća. Nekadašnja srednjovjekovna medresa preuređena je u arheološki muzej, koji je poznat po velikoj zbirci hetitskih pečata.

## Gradski partneri
Gradski partneri Gaziantepa su:
- Alep, Sirija
- Aryanah, Tunis
- Cetinje, Crna Gora
- Duisburg, Njemačka
- Irbid, Jordan
- Karlstad, Švedska
- Kermanšah, Iran
- Harkov, Ukrajina
- Kuwait, Kuvajt
- Ludwigshafen am Rhein, Njemačka
- Majkop, Rusija
- Minsk, Bjelorusija
- Nikozija, Cipar
- Ostrava, Češka
- Sabaragamuwa, Šri Lanka
- Tripoli, Libanon

## Vanjske poveznice
Vodič: Gaziantep na Wikivoyageu
- Službena web stranica